# Felsővidra
Felsővidra (románul Avram Iancu, 1924-ig Vidra de Sus) falu Romániában, Erdélyben, Fehér megyében.

## Fekvése
A Bihar-hegységben, a Kis-Aranyos mentén, Topánfalvától 20 km-re nyugatra, Alsóvidrától délnyugatra fekvő település.

## Története
A településen feltárt régészeti leletek között ókori aranymosó eszközök találhatók.
Nevét 1839-ben említette először oklevél Felső-Vidra, Vidra-gyin-szusz alakban. 1861-ben Felső-Vidra, 1888-ban Felső-Vidra, 1913-ban Felsővidra néven írták.
A trianoni békeszerződésig Torda-Aranyos vármegye Topánfalvai járásához tartozott.

## Népessége
1910-ben 3612 lakosából 3553 fő román, 42 cigány, 13 pedig magyar anyanyelvű volt. A népességből 3593 fő görögkeleti ortodox volt.
2002-ben a hozzá tartozó falvakkal együtt 1865 lakosából 1772 román, 90 cigány, 2 német és 1 magyar volt.

## Látnivalók
- Itt született 1824-ben Avram Iancu, az 1848-as magyarellenes román nemzeti felkelés vezetője. Szülőháza ma emlékmúzeum, illetve néprajzi múzeum.[3]